# Aquilino Villalba
Aquilino Villalba Sanabria (Asunción, 20 de septiembre de 1983) es un exfutbolista y entrenador paraguayo.

## Trayectoria
Fue campeón en el 2008 con el Aurora de Bolivia. En 2015 descendió con Sport Loreto.

## Clubes

### Como jugador
| Club                       | País      | Año       |
| -------------------------- | --------- | --------- |
| Olimpia                    | Paraguay  | 2003-2004 |
| Gimnasia y Esgrima (Jujuy) | Argentina | 2005      |
| Atlético de Rafaela        | Argentina | 2006      |
| Racing (Córdoba)           | Argentina | 2007      |
| Olimpia                    | Paraguay  | 2007      |
| Patria                     | Argentina | 2008      |
| Aurora                     | Bolivia   | 2008      |
| Bolívar                    | Bolivia   | 2009      |
| Aurora                     | Bolivia   | 2010      |
| San José                   | Bolivia   | 2010      |
| Aurora                     | Bolivia   | 2011-2012 |
| Club Deportivo Capiatá     | Paraguay  | 2013      |
| Cerro Porteño (PF)         | Paraguay  | 2013      |
| Rubio Ñu                   | Paraguay  | 2014      |
| San Lorenzo                | Paraguay  | 2014      |
| Sport Loreto               | Perú      | 2015      |
| Capitán Figari             | Paraguay  | 2016      |
| Carabobo Fútbol Club       | Venezuela | 2017      |
| Ovetense                   | Paraguay  | 2018      |

### Como entrenador
| Club               | País    | Año         |
| ------------------ | ------- | ----------- |
| Aurora (asistente) | Bolivia | 2022 - 2025 |

## Palmarés

### Como jugador
| Título              | Club                 | País     | Año           |
| ------------------- | -------------------- | -------- | ------------- |
| Primera División    | Aurora               | Bolivia  | Clausura 2008 |
| Primera División    | Bolívar              | Bolivia  | Apertura 2009 |
| División Intermedia | Sportivo San Lorenzo | Paraguay | 2014          |